# Steinerboomprobleem

Voorbeeld: de Steinerboom voor drie punten A, B en C wordt bekomen met één Steinerpunt S, dat het punt van Fermat is van de driehoek ABC.

De Steinerboom voor vier punten A, B, C en D. Er zijn twee Steinerpunten gebruikt.

Het (minimale) Steinerboomprobleem is een wiskundig probleem uit de grafentheorie. Het is een generalisatie van het probleem van de minimaal opspannende boom, waarin men voor een gegeven verzameling van punten in het tweedimensionele vlak een boom (een graaf zonder cycli) zoekt waarvan de knopen de gegeven punten zijn en waarvan de som van de lengten van de takken minimaal is.

## Definitie
In het Steinerboomprobleem, genoemd naar Jakob Steiner, zoekt men ook voor een gegeven verzameling van punten een boom met de kleinste lengte. Het verschil met het probleem van de minimaal opspannende boom is, dat men nu bijkomende knopen en takken aan de boom mag toevoegen om de lengte ervan nog te verkleinen. Men noemt deze bijkomende knopen Steinerpunten en de resulterende graaf is de Steinerboom. Voor een gegeven verzameling van punten kunnen er meerdere Steinerbomen bestaan.
Men kan bewijzen dat een Steinerboom van een verzameling van n punten, ten hoogste n-2 Steinerpunten heeft. Alle Steinerpunten liggen binnen het convex omhulsel van de puntenverzameling. In elk Steinerpunt van een minimale Steinerboom komen drie takken samen die met elkaar een hoek van exact 120° maken.

## Analogie
Een Steinerboom kan met een zeepbelanalogie gevisualiseerd worden. Stel twee evenwijdige glasplaten voor die door een aantal staven loodrecht op de platen verbonden zijn. Elke staaf stelt in bovenaanzicht een gegeven punt voor. Wanneer men het geheel in een zeepoplossing onderdompelt en er weer uithaalt, ontstaat tussen de staven een zeepvlies dat in bovenaanzicht een minimale Steinerboom is.

## Complexiteit
In het algemeen is het Steinerboomprobleem NP-compleet; het is trouwens een van de 21 NP-complete beslissingsproblemen die Richard Karp in 1972 opsomde. Net als voor andere NP-complete problemen kan er voor een Steinerboomprobleem met een beperkt, klein aantal knopen een optimale oplossing gevonden worden, maar in het algemeen gebruikt men heuristieken om een goede, maar niet noodzakelijk de beste, oplossing te vinden in een aanvaardbare rekentijd.
De minimaal opspannende boom, die wel kan bepaald worden in polynomiale tijd, kan overigens dienen als een eerste benadering van de minimale Steinerboom. Het vermoeden van Gilbert en Pollak, geformuleerd in 1968, stelt dat de verhouding van de lengten van de minimale Steinerboom en de minimaal opspannende boom voor eenzelfde verzameling punten in het Euclidische vlak, altijd groter dan of gelijk is aan {\displaystyle {\frac {\sqrt {3}}{2}}}. Deze verhouding noemt men de Steinerverhouding. Als dit vermoeden waar is, is de lengte van de minimaal opspannende boom dus een overschatting van de lengte van de minimale Steinerboom met hooguit {\displaystyle {\frac {2}{\sqrt {3}}}-1} of ongeveer 15,47 percent. In 1990 publiceerden Du en Hwang een bewijs van dit vermoeden. Maar later is aangetoond dat een van de aannames in hun bewijs onterecht was. Het vermoeden van Gilbert en Pollak zou dus nog open staan.

## Algoritmen
Zdzislaw Alexander Melzak publiceerde het eerste eindige, zij het niet efficiënte, algoritme voor het Steinerboomprobleem.
Latere algoritmes zijn er van onder meer Pawel Winter, Dan Trietsch en Frank Hwang., Warren D. Smith, en François Chapeau-Blondeau, Fabrice Janez en Jean-Louis Ferrier.

## Toepassingen
Het steinerboomprobleem komt onder meer voor bij het ontwerp van wegen- en telecommunicatienetwerken en het ontwerp van geïntegreerde schakelingen. Er is in dit laatste geval meestal een bijkomende randvoorwaarde, namelijk dat de kanten van de steinerboom enkel horizontaal of verticaal kunnen lopen. Deze vorm van het steinerboomprobleem noemt men het rechtlijnige steinerboomprobleem. Men gebruikt daar de Manhattan-metriek als maat van de afstand voor in plaats van de euclidische afstand.